# Synedoida perfecta
Synedoida perfecta är en fjärilsart som beskrevs av Edwards 1884. Synedoida perfecta ingår i släktet Synedoida och familjen nattflyn. Inga underarter finns listade i Catalogue of Life.